# Lomnické pinky

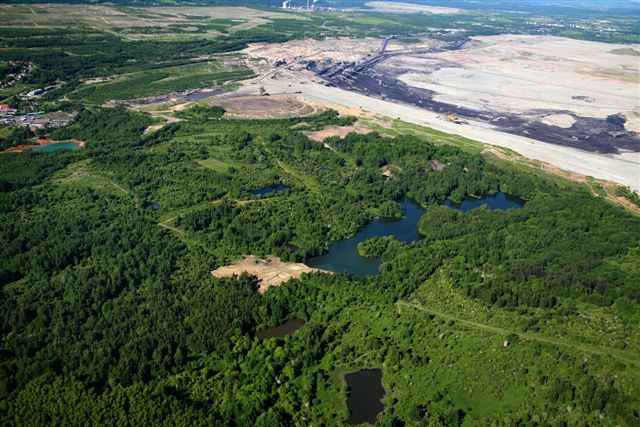
Pohled na Lomnické pinky a lom Jiří (2009)

Lomnické pinky jsou území poznamenané historickou důlní činností. Nacházejí se 2 km severně od Sokolova a je to oblast plánované těžby, takže předpolí lomu Jiří. Lokalita je přesně mezi Sokolovem, Svatavou a Lomnicí, je poddolovaná a plná pinek neboli propadů po hlubinné těžbě, které jsou zaplavené a spojené do rozmanitých tvarů. Tvář krajiny byla vytvořena v 19. století. Rozloha je necelých 6 km2 a v rámci těžby se území zmenšuje a hrozí mu úplný zánik. Je zde víc než 50 druhů dřevin.

## Fauna
Lomnické pinky jsou hnízdištěm mnoha druhů ptáků. Hojný výskyt motýlů v počtech více než 350 druhů.

## Budoucnost
Podle plánů těžařské společnosti (Sokolovská uhelná a.s.) zde bude lom do roku 2035 a potom zrekultivované jezero. V současnosti[kdy?] postupuje lom rychlostí 100 metrů ročně a probíhá postupné vypouštění pinek a pokusy o přesun obojživelníků na náhradní lokalitu (Velká podkrušnohorská výsypka).

## Hmyz
- chrostík
- potápník
- buchanka

## Seznam vyskytujících se ohrožených živočichů
- ropucha krátkonohá
- ropucha zelená
- rosnička zelená
- skokan rašelinný
- čolek velký
- ještěrka obecná
- modrásek očkovaný
- blatnice bahenní
- hnědásek chrastavcový (chráněný Bernskou úmluvou)
- šídlatka kroužkovaná (kriticky ohrožená)

## Seznam vyskytujících se ohrožených rostlin
- vratička heřmánkolistá (kriticky ohrožená)
- masožravá bublinatka jižní
- hvozdík pyšný (silně ohrožený)
- rdest alpský
- rdest trávolistý